# 야시로 사토시
야시로 사토시(일본어: 八代 敏, 1974년 12월 10일 ~ )는 일본의 전 축구 선수이다.

## 구단 경력
과거 미토 홀리호크에서 활동하였다.